# McIntyre (Geòrgia)
McIntyre és una població dels Estats Units a l'estat de Geòrgia. Segons el cens del 2000 tenia 718 habitants.

## Demografia
Segons el cens del 2000, McIntyre tenia 718 habitants, 253 habitatges, i 180 famílies. La densitat de població era de 53,4 habitants/km².
Dels 253 habitatges en un 36,8% hi vivien nens de menys de 18 anys, en un 38,7% hi vivien parelles casades, en un 23,7% dones solteres, i en un 28,5% no eren unitats familiars. En el 25,7% dels habitatges hi vivien persones soles l'11,5% de les quals corresponia a persones de 65 anys o més que vivien soles. El nombre mitjà de persones vivint en cada habitatge era de 2,84 i el nombre mitjà de persones que vivien en cada família era de 3,41.
Per edats la població es repartia de la següent manera: un 31,1% tenia menys de 18 anys, un 9,9% entre 18 i 24, un 27,4% entre 25 i 44, un 18,2% de 45 a 60 i un 13,4% 65 anys o més.
L'edat mediana era de 32 anys. Per cada 100 dones de 18 o més anys hi havia 88,9 homes.
La renda mediana per habitatge era de 24.028 $ i la renda mediana per família de 27.321 $. Els homes tenien una renda mediana de 26.667 $ mentre que les dones 19.545 $. La renda per capita de la població era d'11.485 $. Entorn del 22% de les famílies i el 25,1% de la població estaven per davall del llindar de pobresa.

## Poblacions més properes
El següent diagrama mostra les poblacions més properes.